# بلقلاوة (لباس)
البلقلاوة هو قماش مصمم لإخفاء جزء من الوجه أو كله، عادة ما يتم إبقاء العينين والأنف من دون تغطية.